# Антон Пуљези
Антон Пуљези (1858 — 1927) био је српски политичар из Далмације и председник Српске народне странке.
Био је један од покретача листа Глас Дубровачки.